# وزارة الصناعة والمناجم والطاقة (تونس)
وزارة الصناعة هي وزارة تونسية مكلفة بالإشراف على ميدان الصناعة في تونس.

## التاريخ
احدثت وزارة الصناعة بمقتضى الأمر عدد 916 لسنة 1995 المؤرخ في 22 ماي 1995 والمتعلق بضبط مشمولات وزارة الصناعة. (الرائد الرسمي عدد 43 المؤرخ في 30 ماي 1995)كما تم تنقحيه واتمامه بالنصوص اللاحقة وخاصة الأمر الحكومي عدد 772 لسنة 2018 المؤرخ في 20 سبتمبر 2018

## المهام
تضطلع وزارة الصناعة والمؤسسات الصغرى والمتوسطة بمهمة إعداد وتنفيذ سياسة الحكومة في الميادين المتعلقة بالصناعة والخدمات المتصلة بها والنهوض بالمؤسسات الصغرى والمتوسطة والسلامة الصناعية.  ومن أهمّ مشمولاتها:
- النظر في جميع المسائل المتعلقة بتنفيذ سياسة الحكومة الخاصة بالصناعة والخدمات المتصلة بها والنهوض بالمؤسسات الصغرى والمتوسطة والسلامة الصناعية،
- المشاركة في إعداد التدابير ذات الصبغة الاقتصادية التي تتخذها الحكومة،
- اقتراح السياسة التي يجب سلوكها في الميادين المذكورة أعلاه على الحكومة،
- القيام رأسا أو بواسطة المؤسسات التابعة لها بالدراسات والتقديرات اللازمة على صعيد عام أو قطاعي أو ظرفي،
- اقتراح الأهداف من حيث الكيف والكم التي يتعين انجازها في نطاق مخططات التنمية الاقتصادية والاجتماعية،
- ضبط البرامج والمشاريع التي يتعين انجازها بالتعاون مع الوزارات الأخرى في نطاق المخطط وكذلك التدابير المؤيدة لها وعرضها على موافقة الحكومة،
- تنفيذ المقررات التي تتخذها الحكومة والمتعلقة بهذه القطاعات سواء بصفة مباشرة أو عن طريق الهيئات والمؤسسات العمومية الخاضعة لإشراف الوزارة،
- متابعة وتحليل الظرف الصناعي الوطني والعالمي،
- المساهمة في وضع سياسة الحكومة في ميادين الإصلاح الإداري والاقتصادي والسهر على تنفيذها في مستوى الهياكل التابعة للوزارة والمؤسسات العمومية الخاضعة لإشرافها.

## التنظيم الهيكلي
تم ضبط الهيكل التنظيمي للوزارة بمقتضى الأمر عدد 134 لسنة 2000 المؤرخ في 18 جانفي 2000 والمتعلق بضبط تنظيم وزارة الصناعة والنصوص التي اللاحقة وخاصة الأمر عدد 2970 لسنة 2007 المؤرخ في 19 نوفمبر 2007 والامر عدد 617 لسنة 2010 المؤرخ في 5 افريل 2010.
ويتركب الهيكل التنظيمي من المصالح التالية:
- الديوان
- التفقدية العامة
- الإدارة العامّة للمصالح المشتركة
- الإدارة العامة للاشراف على المنشات
- مكتب تأهيل الصناعة
- الإدارة العامة للبنية التحتية الصناعية والتكنولوجية
- الإدارة العامة للتجديد والتطوير التكنولوجي
- الإدارة العامة للصناعات الغذائية
- الإدارة العامة للصناعات المعملية
- الإدارة العامة للنسيج والملابس
- الإدارة العامة للنهوض بالمؤسسات الصغرى والمتوسطة
- الإدارة العامّة للمحروقات
- الإدارة العامّة للكهرباء والطاقات المتجددة
- الإدارة العامة للمناجم
- الإدارة العامّة للاستراتيجيات واليقظة
- إدارة السلامة

## مؤسسات تحت الإشراف
تشرف وزارة الصناعة على العديد من المؤسسات والمنشات العمومية:

### هياكل الدعم والإحاطة بالمؤسسات
- وكالة النهوض بالصناعة والتجديد
- المعهد الوطني للمواصفات والملكية الصناعية
- المعهد الوطني للاعتماد

### المؤسسات والمنشآت العمومية التابعة لقطاع الصناعة
- الوكالة العقارية الصناعية
- شركة اسمنت بنزرت
- شركة اسمنت أم الكليل
- الشركة التونسية للسكر
- المراكز الفنية التونسية
- الاقطاب التكنولوجية والتنموية
- المخبر المركزي للتحاليل والتجارب
- فضاء الأنشطة الاقتصادية ببنزرت
- فضاء الأنشطة الاقتصادية بجرجيس

### المؤسسات والمنشآت العمومية التابعة لقطاع الطاقة
- شركة فسفاط قفصة
- المجمع الكيميائي التونسي
- الشركة التونسية للكهرباء والغاز
- المؤسسة التونسية للأنشطة البترولية
- الشركة التونسية لصناعات التكرير
- الشركة الوطنية لتوزيع البترول
- الوكالة التونسية للطاقات المتجددة
- الديوان الوطني للمناجم
- الشركة الإيطالية التونسية للبترول
- شركة تنمية واستغلال حقول النفط لرخصة الجنوب
- الشركة التونسية للتزييت
- شركة الكيمياء

## القطاعات الراجعة بالنظر للوزارة
تشرف وزارة الصناعة على عدة قطاعات نذكر من بينها خاصة القطاعات التالية:

## قطاع البحث والتجديد والتطوير التكنولوجي

### برامج البحث والتجديد
1. منحة الاستثمار في البحوث التنموية (PIRD)
2. البرنامج الوطني للبحث والتجديد (PNRI): هو برنامج تمويل لتنفيذ مشاريع بحث وتجديد لفائدة المؤسّسات والهياكل المهنيّة الناشطة في قطاعات الصناعة والفلاحة والصيد البحري وبعض أنشطة الخدمات وتمّ تكليف وزارة الصناعة بتمويله ومتابعته وتقييم نتائجه بمقتضى الأمر عدد 1084 لسنة 2011 المؤرّخ في 29 جويلية 2011. يهدف هذا البرنامج إلى دعم التعاون بين قطاعي الإنتاج والخدمات من جهة وقطاع البحث والتجديد والتطوير التكنولوجي من جهة أخرى.

## قائمة الوزراء

### الوزراء
| الوزير | الوزير                                             | الحزب | الحزب                                               | الحكومة                                                                         | تواريخ العهدة  | تواريخ العهدة  |
| ------ | -------------------------------------------------- | ----- | --------------------------------------------------- | ------------------------------------------------------------------------------- | -------------- | -------------- |
|        | الفرجاني بالحاج عمار (الاقتصاد)                    |       | الحزب الحر الدستوري الجديد                          | حكومة الحبيب بورقيبة الأولى                                                     | 15 أبريل 1956  | 29 يوليو 1957  |
|        | عز الدين العباسي (التجارة والصناعة)                |       | الحزب الحر الدستوري الجديد                          | حكومة الحبيب بورقيبة الثانية                                                    | 29 يوليو 1957  | 7 أكتوبر 1961  |
|        | أحمد بن صالح (التخطيط والاقتصاد الوطني)            |       | الحزب الاشتراكي الدستوري                            | حكومة الحبيب بورقيبة الثانية                                                    | 12 نوفمبر 1961 | 24 أكتوبر 1968 |
|        | عبد الرزاق الرصاع                                  |       | الحزب الاشتراكي الدستوري                            | حكومة الحبيب بورقيبة الثانية                                                    | 24 أكتوبر 1968 | 8 سبتمبر 1969  |
|        | حسان بلخوجة (الشؤون الاقتصادية)                    |       | الحزب الاشتراكي الدستوري                            | حكومة الحبيب بورقيبة الثانية حكومة الباهي الأدغم                                | 8 سبتمبر 1969  | 12 يونيو 1970  |
|        | الهادي نويرة (الاقتصاد الوطني)                     |       | الحزب الاشتراكي الدستوري                            | حكومة الباهي الأدغم                                                             | 12 يونيو 1970  | 6 نوفمبر 1970  |
|        | التيجاني الشلي (الاقتصاد الوطني)                   |       | الحزب الاشتراكي الدستوري                            | حكومة الهادي نويرة                                                              | 6 نوفمبر 1970  | 22 مارس 1972   |
|        | الشاذلي العياري (الاقتصاد الوطني)                  |       | الحزب الاشتراكي الدستوري                            | حكومة الهادي نويرة                                                              | 22 مارس 1972   | 25 سبتمبر 1974 |
|        | عبد العزيز الأصرم (الاقتصاد الوطني)                |       | الحزب الاشتراكي الدستوري                            | حكومة الهادي نويرة                                                              | 25 سبتمبر 1974 | 26 ديسمبر 1977 |
|        | رشيد صفر                                           |       | الحزب الاشتراكي الدستوري                            | حكومة الهادي نويرة                                                              | 26 ديسمبر 1977 | 27 نوفمبر 1979 |
|        | عمر رورو (الصناعة والطاقة والمناجم)                |       | الحزب الاشتراكي الدستوري                            | حكومة الهادي نويرة                                                              | 27 نوفمبر 1979 | 25 أبريل 1980  |
|        | عبد العزيز الأصرم (الاقتصاد الوطني)                |       | الحزب الاشتراكي الدستوري                            | حكومة محمد المزالي                                                              | 25 أبريل 1980  | 14 أكتوبر 1983 |
|        | رشيد صفر (الاقتصاد الوطني)                         |       | الحزب الاشتراكي الدستوري                            | حكومة محمد المزالي                                                              | 14 أكتوبر 1983 | 28 أبريل 1986  |
|        | صلاح الدين بن مبارك (التجارة والصناعة)             |       | الحزب الاشتراكي الدستوري التجمع الدستوري الديمقراطي | حكومة محمد المزالي حكومة رشيد صفر حكومة زين العابدين بن علي حكومة الهادي البكوش | 28 أبريل 1986  | 27 يوليو 1988  |
|        | المنصف بلعيد (الصناعة والاقتصاد الوطني)            |       | التجمع الدستوري الديمقراطي                          | حكومة الهادي البكوش حكومة حامد القروي                                           | 27 يوليو 1988  | 3 مارس 1990    |
|        | محمد الغنوشي (الاقتصاد)                            |       | التجمع الدستوري الديمقراطي                          | حكومة حامد القروي                                                               | 3 مارس 1990    | 20 فبراير 1991 |
|        | الصادق رابح (الاقتصاد الوطني)                      |       | التجمع الدستوري الديمقراطي                          | حكومة حامد القروي                                                               | 20 فبراير 1991 | 25 يناير 1995  |
|        | صلاح الدين بوقرة (الصناعة)                         |       | التجمع الدستوري الديمقراطي                          | حكومة حامد القروي                                                               | 25 يناير 1995  | 11 أكتوبر 1997 |
|        | المنصف بن عبد الله                                 |       | التجمع الدستوري الديمقراطي                          | حكومة حامد القروي حكومة محمد الغنوشي الأولى                                     | 11 أكتوبر 1997 | 25 أغسطس 2003  |
|        | فتحي المرداسي                                      |       | التجمع الدستوري الديمقراطي                          | حكومة محمد الغنوشي الأولى                                                       | 1 سبتمبر 2003  | 10 نوفمبر 2004 |
|        | محمد عفيف شلبي                                     |       | التجمع الدستوري الديمقراطي                          | حكومة محمد الغنوشي الأولى حكومة محمد الغنوشي الثانية                            | 10 نوفمبر 2004 | 28 فبراير 2011 |
|        | عبد العزيز الرصاع                                  |       | مستقل                                               | حكومة الباجي قايد السبسي                                                        | 28 فبراير 2011 | 24 ديسمبر 2011 |
|        | محمد الأمين الشخاري                                |       | حركة النهضة                                         | حكومة حمادي الجبالي                                                             | 24 ديسمبر 2011 | 13 مارس 2013   |
|        | مهدي جمعة                                          |       | مستقل                                               | حكومة علي العريض                                                                | 13 مارس 2013   | 29 يناير 2014  |
|        | كمال بالناصر                                       |       | مستقل                                               | حكومة المهدي جمعة                                                               | 29 يناير 2014  | 6 فبراير 2015  |
|        | زكرياء حمد                                         |       | مستقل                                               | حكومة الحبيب الصيد                                                              | 6 فبراير 2015  | 27 أغسطس 2016  |
|        | زياد العذاري (الصناعة والتجارة)                    |       | حركة النهضة                                         | حكومة يوسف الشاهد                                                               | 27 أغسطس 2016  | 6 سبتمبر 2017  |
|        | عماد الحمامي (الصناعة والمؤسسات الصغرى والمتوسطة)  |       | حركة النهضة                                         | حكومة يوسف الشاهد                                                               | 6 سبتمبر 2017  | 18 نوفمبر 2017 |
|        | سليم الفرياني (الصناعة والمؤسسات الصغرى والمتوسطة) |       | نداء تونس                                           | حكومة يوسف الشاهد                                                               | 18 نوفمبر 2017 | 27 فبراير 2020 |
|        | صالح بن يوسف (الصناعة والمؤسسات الصغرى والمتوسطة)  |       | مستقل                                               | حكومة إلياس الفخفاخ                                                             | 27 فبراير 2020 | الأن           |

### كتاب الدولة
- 8 أكتوبر 2001 - ؟: إبراهيم البكاري
- 12 سبتمبر - 18 نوفمبر 2017: سليم الفرياني
- 5 نوفمبر 2018 إلى الآن: حبيب الدبابي

## مقالات ذات صلة
- الصناعة في تونس

## روابط خارجية
- موقع وزارة الصناعة التونسية.